# Edward D. Crippa
Edward David Crippa (né le 8 avril 1899 à Rock Springs au Wyoming et mort le 20 octobre 1960 dans cette même ville) est un homme politique américain. Membre du Parti républicain, il est Sénateur des États-Unis pour le Wyoming en 1954.

## Biographie
Vétéran de la Première Guerre mondiale, Crippa se lance dans le monde des affaires après un court passage au conseil municipal de Rock Springs. Dirigeant de plusieurs compagnies, il devient Commissaire aux autoroutes du Wyoming durant les années 1940. À la mort du sénateur Lester C. Hunt, Crippa est nommé au Sénat des États-Unis jusqu'à la tenue de l'élection partielle quelques mois plus tard, une élection où il n'est pas candidat.